# Ezer Weizman
Pour les articles homonymes, voir Weizman.
Ezer Weizman (עזר ויצמן), né le 15 juin 1924 à Tel Aviv et mort le 24 avril 2005 à Césarée, est un militaire et homme d'État israélien.
Plusieurs fois ministre, il est élu président de l'État d'Israël en 1993 pour un mandat de cinq ans. Réélu en 1998, il doit cependant démissionner deux ans plus tard après avoir été impliqué dans une affaire de corruption.

## Biographie
Figure héroïque d'Israël, il est le neveu de Chaim Weizmann, premier Président de l'État d'Israël.
En 1942, il intègre la Royal Air Force et participe à la Seconde Guerre mondiale en Afrique du nord puis en Inde.
Marié et père de deux enfants (Saul et Michal), Ezer Weizman a participé à de nombreuses guerres d'Israël. Il a payé un tribut personnel, son fils Saul étant gravement blessé en 1956 durant la campagne de Suez. Celui-ci décèdera en 1991 dans un accident de voiture.
Ezer Weizman a écrit trois livres.
En mars 2004, il est hospitalisé à l'hôpital d'Haïfa pour une pneumonie. Il est décédé le 24 avril 2005 à l'âge de 80 ans, à son domicile de Césarée au nord de Tel-Aviv.

### Carrière militaire
Ezer Weizman rejoint l'Armée britannique en 1942, afin de contribuer à l'effort de guerre britannique contre les Nazis. Pilote dans la Royal Air Force (la RAF), il effectue ses premiers combats en Inde. 
En 1946, après la démobilisation, il rejoint l'Irgoun, et en 1948, il est pilote de chasse pour le compte de la Haganah — l'embryon de Tsahal. La même année, du fait de l'interdiction de la vente d'armes à Israël par les États-Unis, sous l'influence de la Grande-Bretagne il ramène de Tchécoslovaquie des  Avia S-199 vendus dix fois le prix d'un Mustang, montés avec des pièces en fin de potentiel.  (cellule  de Messerschmitt Me 109 avec moteur de Heinkel 111) pour combattre dans la Première Guerre israélo-arabe, au cours de laquelle il sera blessé lors d'une chute à moto. 
Weizman, est un des fondateurs des forces de l'air israéliennes. Officier, il les dirigera de 1958 à 1966. Sa contribution à la victoire lors de la guerre des Six Jours est essentielle, en tant que chef des opérations de l'armée de l'air. Il quitte l'armée en 1969, mais reste un pilote émérite — il conservait d'ailleurs, à titre personnel, un exemplaire d'un Spitfire anglais.

### Carrière politique
Il rejoint le parti Gahal, qui deviendra plus tard le Likoud, et devient ministre des Transports dans le gouvernement de Levi Eshkol. Il est ministre de la Défense sous le gouvernement de Menahem Begin. Il se distinguera sur deux plans :
- le lancement du projet Lavi, avion de chasse israélien, dont la conception devra être abandonnée du fait des pressions américaines ;
- l'accord de paix entre Israël et l'Égypte, qui le mènera peu à peu à être qualifié de « colombe » par son propre camp.

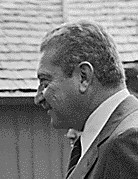
Ezer Weizman, le 7 septembre 1978 à Camp David

Il quitte le gouvernement en 1980 pour créer un nouveau parti avec Moshe Dayan, sans succès. Il se lance alors dans le milieu des affaires, de 1980 à 1984. En 1984, il crée le parti Yachad, qui obtient trois sièges à la Knesset. Il participe alors aux gouvernements alternés de Shimon Peres et de Yitzhak Shamir, avant de fonder son propre parti au sein du parti travailliste. Il fut limogé de son poste de ministre de la recherche et de la technologie, le 1er janvier 1990, par Yitzhak Shamir pour avoir entretenu des contacts avec de hauts responsables de l'OLP. Le lendemain, un accord fut conclu pour le maintenir au cabinet sous réserve de sa non-participation au cabinet restreint.
Le 24 mars 1993, Ezer Weizman est élu Président de l'État d'Israël. Son mandat se caractérise par un franc-parler peu habituel à ce poste purement honorifique. Weizman s'implique beaucoup dans la lutte contre le terrorisme, rendant visite à bon nombre de familles de victimes du Hamas et du Hezbollah. Il s'implique également dans les pourparlers de paix, n'hésitant pas à inviter Yasser Arafat en visite privée dans sa maison de Césarée. Il est réélu pour un second mandat de 5 ans le 4 mars 1998. 
En 1999, une série d'articles évoque un scandale de fraude l'impliquant. Selon les révélations du journaliste Yoav Itshak, il aurait reçu de l'homme d'affaires français Édouard Saroussi — un trafiquant d'armes international — et dissimulé, un « cadeau » d'un montant de 453 465 dollars versé sur un compte bancaire géré par son avocat personnel. Versé entre 1988 et 1993, quelques mois à peine avant sa nomination au poste de président, cet argent transita ensuite en partie sur son compte personnel ainsi que sur ceux de son épouse et de sa fille. N'ayant pu donner d'explications claires sur ces mouvements de fonds, il est contraint de donner sa démission le 10 juillet 2000 qui devient effective le 12. L'enquête montra aussi que le corrupteur Saroussi versa en 1984, une somme de 6 millions de dollars à l'éphémère parti politique, le Yachad, lancé par Weizman. En fait cet argent aurait été versé comme récompense après que Weizman eut monté une opération commando secrète pour sauver Saroussi menacé par des trafiquants d'armes au Costa Rica et en sérieuse difficulté. Cette opération montée avec l'aide logistique du Mossad et utilisant un "jet" israélien avait au début été présentée comme une opération pour déjouer un complot monté par le FPLP palestinien.